# 리타 카린
리타 카린(Rita Karin, 1919년 10월 24일 ~ 1993년 9월 10일)은 폴란드의 배우, 연극 배우, 텔레비전 배우, 영화배우이다.
빌뉴스에서 태어났으며 뉴욕에서 사망하였다. 사인은 질병이다.

## 영화
- 픽클 (1993년)
- 사랑할 수 밖에 없는 그대 (1991년)
- 적 그리고 사랑 이야기 (1989년)
- 소피의 선택 (1982년) - 예타 역
- 갱 댓 커든트 슛 스트레이트 (1971년)